# Cuatro discursos (Lacan)
El concepto de los cuatro discursos fue desarrollado por el psicoanalista francés Jacques Lacan, quien argumenta que hay cuatro tipos de discursos fundamentales en el individuo, los cuales se relacionan de manera dinámica el uno con el otro: 
- Discurso del amo: lucha por la dominación, la penetración y el sometimiento. Este discurso se basó en la dialéctica del amo y el esclavo desarrollada por Hegel.
- Discurso universitario: provee y adora los conocimientos objetivos. Generalmente adjudicado a un servicio no reconocido de algún discurso externo del amo.
- Discurso histérico: síntomas que manifiestan alguna resistencia al discurso prevaleciente del amo.
- Discurso del analista: subversión deliberada del discurso prevaleciente del amo.

Inicialmente Lacan desarrolló esta teoría en 1969, tal vez en respuesta al malestar social que había en mayo de 1968 en Francia; pero también lo desarrolló a través de su descubrimiento de lo que él creía que eran deficiencias en la lectura ortodoxa del Complejo de Edipo. La teoría de los cuatro discursos fue presentada en su seminario El reverso del psicoanálisis y en Radiofonía, donde comienza a utilizar el concepto de "discurso" como un vínculo social fundado en la intersubjetividad y además para enfatizar la naturaleza transindividual del lenguaje: el habla siempre implica otro tema.

## Necesidad de formalizar el psicoanálisis
Antes del desarrollo de los cuatro discursos, la guía principal para el psicoanálisis clínico era el Complejo de Edipo de Freud. En el Seminario de Lacan de 1969-70, Lacan sostiene que el padre terrible del Edipo que Freud invocó ya estaba castrado en el punto de intervención. La castración era simbólica más que física. En un esfuerzo por contener la tendencia de los analistas a proyectar sus propias lecturas imaginarias y fantasías neuróticas en el psicoanálisis, Lacan trabajó para formalizar la teoría psicoanalítica con funciones matemáticas, con un enfoque renovado en la semiología de Ferdinand de Saussure. Esto aseguraría que sólo se pierda un mínimo de enseñanza cuando se comunique y también proporcionaría la arquitectura conceptual adecuada para limitar las asociaciones libres del analista.

## Estructura
El discurso, en primer lugar, se refiere a un punto donde el habla y el lenguaje se cruzan. Los cuatro discursos representan las cuatro formulaciones posibles de la red simbólica que pueden tomar los lazos sociales y pueden expresarse como las permutaciones de una configuración de cuatro términos que muestra las posiciones relativas (el agente, el otro, el producto y la verdad) de cuatro términos el sujeto, el significante maestro, el conocimiento y el Objeto A.
Las cuatro posiciones en cada discurso son:
- Agente: arriba a la izquierda. Éste es el orador del discurso.
- Otro: arriba a la derecha. Esto es a lo que se dirige el discurso.
- Producto: abajo a la derecha. Esto es lo que ha creado el discurso.
- Verdad: abajo a la izquierda. Esto es lo que el discurso intentó expresar.

Las cuatro variables que ocupan estas posiciones son:
- S1: el significante maestro.
- S2: el conocimiento (el salvador).
- $: el sujeto (dividido).
- a: el objeto a o el excedente de goce.

S1 se refiere al "círculo marcado del campo del Otro", es el Significante principal. S2 es la "batería de significantes, que ya existe" en el lugar donde "uno quiere determinar el estado de un discurso como estado de declaración", eso es conocimiento (salvador). S1 entra en juego en una batería significante que conforma la red de conocimiento. $ es el sujeto, marcado por la línea ininterrumpida que lo representa y es diferente del individuo vivo que no es el lugar de este sujeto. Se agrega el Objeto A, el objeto desperdiciado o la pérdida del objeto que ocurrió cuando tuvo lugar la división originaria del sujeto, el objeto que es la causa del deseo: el plus-de-jouir.

### Discurso del amo
Es el discurso básico del que se derivan los otros tres. La posición dominante está ocupada por el significante maestro, S1, que representa el sujeto, S, para todos los demás significantes: S2. En esta operación significante hay un excedente: objeto a. Todos los intentos de totalización están condenados al fracaso. Este discurso enmascara la división del sujeto, ilustra la estructura de la dialéctica del maestro y el esclavo. El maestro, S1, es el agente que pone al esclavo, S2, a trabajar: el resultado es un excedente, objeto a, que el maestro lucha por apropiarse.

### Discurso universitario
Es causado por un giro en sentido contrario a las agujas del reloj del discurso anterior. La posición dominante está ocupada por el conocimiento (savoir). Un intento de dominio puede rastrearse detrás de los esfuerzos para impartir conocimiento neutral: dominación del otro a quien se transmite el conocimiento. Esta hegemonía es visible en la modernidad con la ciencia.

### Discurso histérico
Se efectúa mediante un cuarto de vuelta en el sentido de las agujas del reloj del discurso del maestro. No es simplemente "lo que pronuncia el histérico", sino un cierto tipo de articulación en la que se puede inscribir cualquier tema. El sujeto dividido, $, el síntoma, está en la pole position. Este discurso apunta hacia el conocimiento. "La cura implica la introducción estructural del discurso del histérico por medio de condiciones artificiales": el analista histeriza el discurso del analizado.

### Discurso del analista
Se produce por un cuarto de giro del discurso del histérico de la misma manera que Freud desarrolla el psicoanálisis dando un giro interpretativo al discurso de sus pacientes histéricos. La posición del agente, el analista, está ocupada por el objeto a: el analista se convierte en la causa del deseo del analista. Siendo este discurso el reverso del discurso del maestro, ¿convierte al psicoanálisis en una práctica esencialmente subversiva que socava los intentos de dominación y dominio.